# Čvor (Bjelovar)
Zagonetačko društvo »Čvor« je kultno hrvatsko zagonetačko društvo i tiskara iz Bjelovara, koje je svojim utjecajem na razvoj zagonetaštva u Hrvatskoj i SFRJ priskrbilo naslov enigmopolisa. Udruženje je osnovala skupina zagonetača 19. svibnja 1968. na čelu sa Stjepanom Horvatom, autorom Leksikona zagonetača Jugoslavije, koji je izašao u nakladi Društva, tada pod nazivom Enigmatsko udruženje Bjelovar. U okviru Vinkovačkih jeseni 1969. Udruženje organizira i Prvi susret zagonetača, na kojemu je Zlatan Čop, jedan od »Čvorovih« utemeljitelja, proglašen doajenom jugoslavenske enigmatike. Nadalje, »Čvor« pokreće Međunarodne susrete zagonetačkih urednika (kasnije poznate kao »Enigmapress«), koje se od 1992. naziva Svjetsko prvenstvo zagonetača.
Poslije izlaska prvog »Čvora« (1968.), nizali su se brojni enigmatski časopisi: »Mini Čvor« (1969.), »Čvor Križaljka« (1970.), »Skandi Čvor« (1973.), »Predah« (1974.), pa redom još desetak naslova – »Super Skandi«, »ZEZ«, »Pop Rock Skandi«, »Naj Skandi«, »Zagonetač«, a danas Društvo izdaje »Osmosmjerku«. Poticanjem nakladničke djelatnosti, »Čvor« je uspostavio temelje zagonetačkog nakladništva u Hrvatskoj, ali i šire. U pedeset godina djelovanja Društvo je izdalo više od dvjesto naslova, među kojima se, osim Horvatova spomenutoga Leksikona, ističu i Pelehova Bibliografija enigmatike te Šantekove Zagonetke anagram i palindrom te izdanja zagonetačkih rječnika.
Društvo je dodjeljivalo Goranovu zagonetačku nagradu, Zlatnu križaljku, Nagradu »Mavro Špicer« za doprinos teoriji zagonetaka te Međunarodnu enigmatsku nagradu »Bibliograf«. Članovi Društva Boris Antonić, Slavko Peleh, Milan Đurić i Stjepan Horvat dobitnici su Međunarodne zagonetačke nagrade »Zlatno pero«.